# ISU Junior Grand Prix w łyżwiarstwie figurowym 2018/2019
ISU Junior Grand Prix w łyżwiarstwie figurowym 2018/2019 – 22. edycja zawodów w łyżwiarstwie figurowym w kategorii juniorów. Zawodnicy podczas tego sezonu wystąpią w ośmiu zawodach tego cyklu rozgrywek. Rywalizacja rozpoczęła się 22 sierpnia w Bratysławie, a zakończyła się finałem cyklu JGP w Vancouver w dniach 6–9 grudnia 2018 roku.

## Kalendarium zawodów
| Lp. | Data                          | Miejsce    | Zawody                  | Źr. |
| --- | ----------------------------- | ---------- | ----------------------- | --- |
| 1   | 22–25 sierpnia 2018           | Bratysława | JGP na Słowacji         |     |
| 2   | 29 sierpnia – 1 września 2018 | Linz       | JGP w Austrii           |     |
| 3   | 5–8 września 2018             | Kowno      | JGP na Litwie           |     |
| 4   | 12–15 września 2018           | Richmond   | JGP w Kanadzie          |     |
| 5   | 26–29 września 2018           | Ostrawa    | JGP w Czechach          |     |
| 6   | 3–6 października 2018         | Lublana    | JGP w Słowenii          |     |
| 7   | 10–13 października 2018       | Erywań     | JGP w Armenii           |     |
| 8   | 6–9 grudnia 2018              | Vancouver  | Finał Junior Grand Prix |     |

## Medaliści

### Soliści
| Zawody    | 1. miejsce       | 2. miejsce       | 3. miejsce       | Źr.   |
| --------- | ---------------- | ---------------- | ---------------- | ----- |
| Słowacja  | Stephen Gogolev  | Mitsuki Sumoto   | Daniel Grassl    | [ 2 ] |
| Austria   | Camden Pulkinen  | Koshiro Shimada  | Roman Sawosin    | [ 3 ] |
| Litwa     | Andrew Torgashev | Kiriłł Jakowlew  | Yuto Kishina     | [ 4 ] |
| Kanada    | Piotr Gumiennik  | Tomoki Hiwatashi | Adam Siao Him Fa | [ 5 ] |
| Czechy    | Andriej Mozalow  | Camden Pulkinen  | Joseph Phan      | [ 6 ] |
| Słowenia  | Piotr Gumiennik  | Tomoki Hiwatashi | Koshiro Shimada  | [ 7 ] |
| Armenia   | Adam Siao Him Fa | Yuma Kagiyama    | Iliya Kovler     | [ 8 ] |
| Finał JGP | Stephen Gogolev  | Piotr Gumiennik  | Koshiro Shimada  | [ 9 ] |

### Solistki
| Zawody    | 1. miejsce            | 2. miejsce            | 3. miejsce          | Źr.    |
| --------- | --------------------- | --------------------- | ------------------- | ------ |
| Słowacja  | Anna Szczerbakowa     | Anna Tarusina         | You Young           | [ 10 ] |
| Austria   | Alona Kostornoj       | Alona Kanyszewa       | Shiika Yoshioka     | [ 11 ] |
| Litwa     | Aleksandra Trusowa    | Kim Ye-lim            | Ksienija Sinicyna   | [ 12 ] |
| Kanada    | Anna Szczerbakowa     | Anastasija Tarakanowa | Rion Sumiyoshi      | [ 13 ] |
| Czechy    | Alona Kostornoj       | Kim Ye-lim            | Wiktorija Wasiljewa | [ 14 ] |
| Słowenia  | Anastasija Tarakanowa | Anna Tarusina         | Lee Hae-in          | [ 15 ] |
| Armenia   | Aleksandra Trusowa    | Alona Kanyszewa       | Yuhana Yokoi        | [ 16 ] |
| Finał JGP | Alona Kostornoj       | Aleksandra Trusowa    | Alona Kanyszewa     | [ 17 ] |

### Pary sportowe
| Zawody    | 1. miejsce                              | 2. miejsce                             | 3. miejsce                               | Źr.                               |
| --------- | --------------------------------------- | -------------------------------------- | ---------------------------------------- | --------------------------------- |
| Słowacja  | Anastasija Miszyna / Aleksandr Gallamow | Apollinarija Panfiłowa / Dmitrij Ryłow | Ksienija Achantjewa / Walerij Kołesow    | [ 18 ]                            |
| Austria   | Polina Kostiukowicz / Dmitrij Jalin     | Anastasija Połujanowa / Dmitrij Sopot  | Alina Piepielewa / Roman Pleszkow        | [ 19 ]                            |
| Litwa     | Konkurencja nie została rozegrana       | Konkurencja nie została rozegrana      | Konkurencja nie została rozegrana        | Konkurencja nie została rozegrana |
| Kanada    | Anastasija Miszyna / Aleksandr Gallamow | Apollinarija Panfiłowa / Dmitrij Ryłow | Darja Kwiartałowa / Aleksiej Swiatczenko | [ 20 ]                            |
| Czechy    | Ksienija Achantjewa / Walerij Kolesow   | Polina Kostiukowicz / Dmitrij Jalin    | Sarah Feng / TJ Nyman                    | [ 21 ]                            |
| Słowenia  | Konkurencja nie została rozegrana       | Konkurencja nie została rozegrana      | Konkurencja nie została rozegrana        | Konkurencja nie została rozegrana |
| Armenia   | Konkurencja nie została rozegrana       | Konkurencja nie została rozegrana      | Konkurencja nie została rozegrana        | Konkurencja nie została rozegrana |
| Finał JGP | Anastasija Miszyna / Aleksandr Gallamow | Polina Kostiukowicz / Dmitrij Jalin    | Apollinarija Panfiłowa / Dmitrij Ryłow   | [ 22 ]                            |

### Pary taneczne
| Zawody    | 1. miejsce                                    | 2. miejsce                              | 3. miejsce                                    | Źr.    |
| --------- | --------------------------------------------- | --------------------------------------- | --------------------------------------------- | ------ |
| Słowacja  | Jelizawieta Chudajbierdijewa / Nikita Nazarow | Jelizawieta Szanajewa / Diewid Nariżnyj | Eliana Gropman / Ian Somerville               | [ 23 ] |
| Austria   | Sofja Szewczenko / Igor Jeriomienko           | Marjorie Lajoie / Zachary Lagha         | Jewa Kuc / Dmitrij Michajłow                  | [ 24 ] |
| Litwa     | Arina Uszakowa / Maksim Niekrasow             | Avonley Nguyen / Wadym Kołesnyk         | Darja Popowa / Wołodymyr Bielikow             | [ 25 ] |
| Kanada    | Marjorie Lajoie / Zachary Lagha               | Polina Iwanienko / Daniłł Karpow        | Ksienija Konkina / Aleksandr Wachnow          | [ 26 ] |
| Czechy    | Jelizawieta Chudajbierdijewa / Nikita Nazarow | Marija Kazakowa / Gieorgij Riewija      | Diana Davis / Gleb Smołkin                    | [ 27 ] |
| Słowenia  | Avonley Nguyen / Wadym Kołesnyk               | Sofja Szewczenko / Igor Jeriomienko     | Polina Iwanienko / Daniłł Karpow              | [ 28 ] |
| Armenia   | Arina Uszakowa / Maksim Niekrasow             | Marija Kazakowa / Gieorgij Riewija      | Ellie Fisher / Simon-Pierre Mallete-Paquette  | [ 29 ] |
| Finał JGP | Sofja Szewczenko / Igor Jeriomienko           | Arina Uszakowa / Maksim Niekrasow       | Jelizawieta Chudajbierdijewa / Nikita Nazarow | [ 30 ] |

## Klasyfikacje punktowe
| Miejsce w zawodach | Liczba punktów   | Liczba punktów              |
| Miejsce w zawodach | Soliści Solistki | Pary sportowe Pary taneczne |
| ------------------ | ---------------- | --------------------------- |
| 1.                 | 15               | 15                          |
| 2.                 | 13               | 13                          |
| 3.                 | 11               | 11                          |
| 4.                 | 9                | 9                           |
| 5.                 | 7                | 7                           |
| 6.                 | 5                | 5                           |
| 7.                 | 4                | 4                           |
| 8.                 | 3                | 3                           |
| 9.                 | 2                | —                           |
| 10.                | 1                | —                           |

| Poz.                                                  | Zawodnik                                              | Punkty                                                |
| Miejsca 1–6: kwalifikacja do Finału Junior Grand Prix | Miejsca 1–6: kwalifikacja do Finału Junior Grand Prix | Miejsca 1–6: kwalifikacja do Finału Junior Grand Prix |
| ----------------------------------------------------- | ----------------------------------------------------- | ----------------------------------------------------- |
| 1                                                     | Piotr Gumiennik                                       | 30                                                    |
| 2                                                     | Camden Pulkinen                                       | 28                                                    |
| 3                                                     | Adam Siao Him Fa                                      | 26                                                    |
| 4                                                     | Tomoki Hiwatashi                                      | 26                                                    |
| 5                                                     | Andrew Torgashev                                      | 24                                                    |
| 6                                                     | Koshiro Shimada                                       | 24                                                    |
| Miejsca 7–9: rezerwa do Finału Junior Grand Prix      |                                                       |                                                       |
| 7                                                     | Stephen Gogolev                                       | 22                                                    |
| 8                                                     | Kiriłł Jakowlew                                       | 22                                                    |
| 9                                                     | Yuma Kagiyama                                         | 22                                                    |

| Poz.                                                  | Zawodniczka                                           | Punkty                                                |
| Miejsca 1–6: kwalifikacja do Finału Junior Grand Prix | Miejsca 1–6: kwalifikacja do Finału Junior Grand Prix | Miejsca 1–6: kwalifikacja do Finału Junior Grand Prix |
| ----------------------------------------------------- | ----------------------------------------------------- | ----------------------------------------------------- |
| 1                                                     | Aleksandra Trusowa                                    | 30                                                    |
| 2                                                     | Alona Kostornoj                                       | 30                                                    |
| 3                                                     | Anna Szczerbakowa                                     | 30                                                    |
| 4                                                     | Anastasija Tarakanowa                                 | 28                                                    |
| 5                                                     | Kim Ye-lim                                            | 26                                                    |
| 6                                                     | Alona Kanyszewa                                       | 26                                                    |
| Miejsca 7–9: rezerwa do Finału Junior Grand Prix      |                                                       |                                                       |
| 7                                                     | Anna Tarusina                                         | 26                                                    |
| 8                                                     | You Young                                             | 20                                                    |
| 9                                                     | Rion Sumiyoshi                                        | 20                                                    |

| Poz.                                                  | Zawodnicy                                             | Punkty                                                |
| Miejsca 1–6: kwalifikacja do Finału Junior Grand Prix | Miejsca 1–6: kwalifikacja do Finału Junior Grand Prix | Miejsca 1–6: kwalifikacja do Finału Junior Grand Prix |
| ----------------------------------------------------- | ----------------------------------------------------- | ----------------------------------------------------- |
| 1                                                     | Anastasija Miszyna / Aleksandr Gallamow               | 30                                                    |
| 2                                                     | Polina Kostiukowicz / Dmitrij Jalin                   | 28                                                    |
| 3                                                     | Ksienija Achantjewa / Walerij Kolesow                 | 26                                                    |
| 4                                                     | Apollinarija Panfiłowa / Dmitrij Ryłow                | 26                                                    |
| 5                                                     | Anastasija Połujanowa / Dmitrij Sopot                 | 22                                                    |
| 6                                                     | Sarah Feng / TJ Nyman                                 | 16                                                    |
| Miejsca 7–9: rezerwa do Finału Junior Grand Prix      |                                                       |                                                       |
| 7                                                     | Laiken Lockley / Keenan Prochnow                      | 14                                                    |
| 8                                                     | Riku Miura / Shoya Ichihashi                          | 13                                                    |
| 9                                                     | Patricia Andrew / Paxton Fletcher                     | 13                                                    |

| Poz.                                                  | Zawodnicy                                             | Punkty                                                |
| Miejsca 1–6: kwalifikacja do Finału Junior Grand Prix | Miejsca 1–6: kwalifikacja do Finału Junior Grand Prix | Miejsca 1–6: kwalifikacja do Finału Junior Grand Prix |
| ----------------------------------------------------- | ----------------------------------------------------- | ----------------------------------------------------- |
| 1                                                     | Arina Uszakowa / Maksim Niekrasow                     | 30                                                    |
| 2                                                     | Jelizawieta Chudajbierdijewa / Nikita Nazarow         | 30                                                    |
| 3                                                     | Avonley Nguyen / Wadym Kołesnyk                       | 28                                                    |
| 4                                                     | Sofja Szewczenko / Igor Jeriomienko                   | 28                                                    |
| 5                                                     | Marjorie Lajoie / Zachary Lagha                       | 28                                                    |
| 6                                                     | Marija Kazakowa / Gieorgij Riewija                    | 26                                                    |
| Miejsca 7–9: rezerwa do Finału Junior Grand Prix      |                                                       |                                                       |
| 7                                                     | Polina Iwanienko / Daniłł Karpow                      | 24                                                    |
| 8                                                     | Jelizawieta Szanajewa / Diewid Nariżnyj               | 22                                                    |
| 9                                                     | Darja Popowa / Wołodymyr Bielikow                     | 20                                                    |